# Semana Santa en León
La Semana Santa en León es uno de los principales acontecimientos culturales, religiosos y turísticos de esta ciudad española. Entre el Viernes de Dolores y el Domingo de Resurrección procesionan dieciséis cofradías, algunas de las cuales se remontan a los siglos XVI y XVII, que desfilan grupos escultóricos realizados por imagineros como Juan de Juni, Juan de Angers, Gregorio Fernández, Luisa Roldán, Ángel Estrada, Víctor de los Ríos o Melchor Gutiérrez San Martin.
Su patrimonio artístico, tradición, fervor y espíritu de conservación motivaron a que en 2002 fuese declarada de Interés Turístico Internacional, con especial mención a la Ronda que recorre la ciudad la noche de Jueves Santo y a la Procesión de los Pasos, que desfila la mañana de Viernes Santo.

## Junta Mayor de Cofradías
La Junta Mayor de Cofradías es el órgano encargado de la regulación del conjunto de procesiones de Semana Santa, agilizar trámites y acuerdos con las instituciones oficiales y controlar los horarios. Sus orígenes se remontan a 1944, cuando inició su andadura la Comisión Pro-fomento de las Procesiones de la Semana Santa, formada por los abades y seises de las cofradías de Nuestra Señora de las Angustias y Soledad, Dulce Nombre de Jesús Nazareno y Minerva y Vera Cruz. El 1 de marzo de 1947, mediante decreto del obispo de León, Luis Almarcha, se constituyó la Junta Mayor:

Con el fin de fomentar, unificar y procurar el mayor esplendor de las procesiones de Semana Santa, creamos la Junta Mayor Pro-Fomento de Procesiones de Semana Santa de León, compuesta por el Ilmo. Sr. Vicario General como Presidente efectivo y de los Abades de las Cofradías aprobadas, o que aprobare el Ordinario, como pasionales o penitenciales. Dicha Junta podrá nombrar los miembros que estime necesarios o convenientes para su mejor funcionamiento.

Su primer reglamento fue aprobado el 30 de diciembre de 1972 por el obispo Luis María de Larrea y Legarreta, al que siguió el aprobado en 1997. Este se sustituyó en 2009 con la aprobación de unos nuevos unos estatutos, entre cuyas medidas incorporaba el cambio de nombre, y así la Junta Mayor Pro-Fomento de Procesiones de Semana Santa de León se convirtió en Junta Mayor de Cofradías y Hermandades de Semana Santa de León.
Está compuesta por los dieciséis abades de las Cofradías y Hermandades de la ciudad y un segundo representante; de entre estos últimos se elige al Presidente, Vicepresidente, Secretario y Tesorero y el resto de los vocales se asignan a diferentes comisiones de trabajo.

## Cofradías y hermandades
| Cofradía | Hábito | Fundación | Sede                                | Emblema |
| --- | ------ | --------- | ----------------------------------- | ------- |
| Cofradía de Nuestra Señora de las Angustias y Soledad                                                                         |        | 1578      | Capilla de Santa Nonia              |         |
| Cofradía del Dulce Nombre de Jesús Nazareno                                                                                   |        | 1611      | Capilla de Santa Nonia              |         |
| Real Cofradía del Santísimo Sacramento de Minerva y la Santa Vera Cruz                                                        |        | 1612      | Iglesia de San Martín               |         |
| Hermandad de Santa Marta y de la Sagrada Cena                                                                                 |        | 1945      | Iglesia de San Marcelo              |         |
| Real Hermandad de Jesús Divino Obrero                                                                                         |        | 1955      | Iglesia de Jesús Divino Obrero      |         |
| Cofradía de las Siete Palabras de Jesús en la Cruz                                                                            |        | 1962      | Iglesia de San Marcelo              |         |
| Cofradía del Santo Cristo del Perdón                                                                                          |        | 1964      | Iglesia de San Francisco de la Vega |         |
| Cofradía de Nuestro Señor Jesús de la Redención                                                                               |        | 1991      | Iglesia de San Martín               |         |
| Cofradía del Santísimo Cristo de la Expiración y del Silencio                                                                 |        | 1991      | Convento de San Francisco           |         |
| Cofradía de María del Dulce Nombre                                                                                            |        | 1991      | Iglesia de San Martín               |         |
| Cofradía del Santo Cristo de la Bienaventuranza                                                                               |        | 1992      | Iglesia de San Claudio              |         |
| Cofradía del Santo Cristo del Desenclavo                                                                                      |        | 1992      | Iglesia de Santa Marina la Real     |         |
| Cofradía del Santo Sepulcro Esperanza de Vida                                                                                 |        | 1992      | Iglesia de San Froilán              |         |
| Cofradía de la Agonía de Nuestro Señor                                                                                        |        | 1993      | Iglesia de Santa Marina la Real     |         |
| Sacramental y Penitencial Cofradía de Nuestro Padre Jesús Sacramentado y María Santísima de la Piedad, Amparo de los Leoneses |        | 1994      | Basílica de San Isidoro             |         |
| Cofradía Cristo del Gran Poder                                                                                                |        | 1994      | Iglesia de San Lorenzo              |         |

## Actos y procesiones
| Día                | Mañana                                                                   | Tarde | Noche-Madrugada                                                                                  |
| Viernes de Dolores |                                                                          | Procesión de la Dolorosa (20:00 h.) |                                                                                                  |
| Sábado de Pasión   |                                                                          | Procesión de Jesús de la Esperanza (18:00 h.) Procesión de Hermandad (18:00 h.) | Solemne Vía Crucis Procesional (21:15 h.)                                                        |
| Domingo de Ramos   | Procesiones de los Ramos Procesión de las Palmas (10:30 h.)              | Procesión del Cristo del Gran Poder (17:00 h.) Inmemorial Procesión del Dainos (19:45 h.) Procesión de Nuestro Señor Jesús de la Redención (20:30 h.)                                                                     |                                                                                                  |
| Lunes Santo        |                                                                          | Procesión de la Pasión (20:00 h.) Procesión del Rosario de Pasión (20:30 h.) | Solemne Adoración Procesional de las Llagas de Cristo (22:00 h.)                                 |
| Martes Santo       |                                                                          | Procesión del Perdón (18:45 h.) Procesión del Dolor de Nuestra Madre (20:00 h.) Tradicional Calvario (20:30 h.) |                                                                                                  |
| Miércoles Santo    |                                                                          | Procesión Jesús Camino del Calvario (20:00 h.) Procesión del Silencio (20:30 h.) Procesión de la Virgen de la Amargura (20:45 h.)                                                                                         | Ronda Lírico-Pasional Luis Pastrana Giménez (22:30 h.) Solemne Vía Crucis Procesional (24:00 h.) |
| Jueves Santo       | Procesión de las Bienaventuranzas (09:00 h.) Pregón a caballo (12:30 h.) | Procesión de la Despedida (17:00 h.) Procesión de María al Pie de la Cruz, Camino de la Esperanza (19:15 h.) Procesión de la Sagrada Cena (20:00 h.) Procesión de las Tinieblas y Santo Cristo de las Injurias (20:45 h.) | Tradicional Ronda (24:00 h.)                                                                     |
| Viernes Santo      | Procesión de los Pasos (07:15 h.)                                        | Procesión de las Siete Palabras (18:00 h.) Solemne y Oficial Procesión del Santo Entierro (18:00 h.) |                                                                                                  |
| Sábado Santo       |                                                                          | Procesión del Santo Cristo del Desenclavo (16:45 h.) Procesión de la Soledad (19:00 h.) Procesión Camino de la Luz (19:15 h.)                                                                                             | Piadoso Via Lucis (24:00 h.)                                                                     |
| Domingo de Pascua  | Procesión del Encuentro (08:45 h.)                                       | |                                                                                                  |

### La Ronda
Organizada por la Cofradía del Dulce Nombre de Jesús Nazareno, la Ronda es un acto singular y único que se celebra la noche entre el Jueves Santo y Viernes Santo. Da comienzo a las 00:00 h. en la plaza de San Marcelo, donde, frente al antiguo consistorio, tiene lugar el primero de sus toques oficiales con el que llama al pueblo de León a la procesión de los Pasos. Para ello, varios hermanos de la cofradía hacen sonar la esquila, el clarín y el tambor y un cuarto clama «¡Levantaos, hermanitos de Jesús, que ya es hora!». Ese primer toque es recibido por el alcalde en representación del pueblo de León.
Acto seguido, la Ronda se desplaza al Palacio Episcopal, donde repiten el toque en presencia del Obispo, que los recibe en nombre de la Diócesis; más tarde, ante el Palacio de los Guzmanes, sede de la Diputación Provincial, cuyo presidente los recibe en nombre de la provincia de León; a continuación, ante la Subdelegación de Defensa, que los recibe en nombre de las Fuerzas Armadas; ante la Subdelegación del Gobierno, que los recibe en nombre del Gobierno de España, y, por último, ante la casa del abad de la Cofradía, que los recibe primero en su puerta, y luego, en un segundo toque, en su balcón. Tras ello, la Ronda recorre la ciudad durante toda la noche.

### Procesión de los Pasos

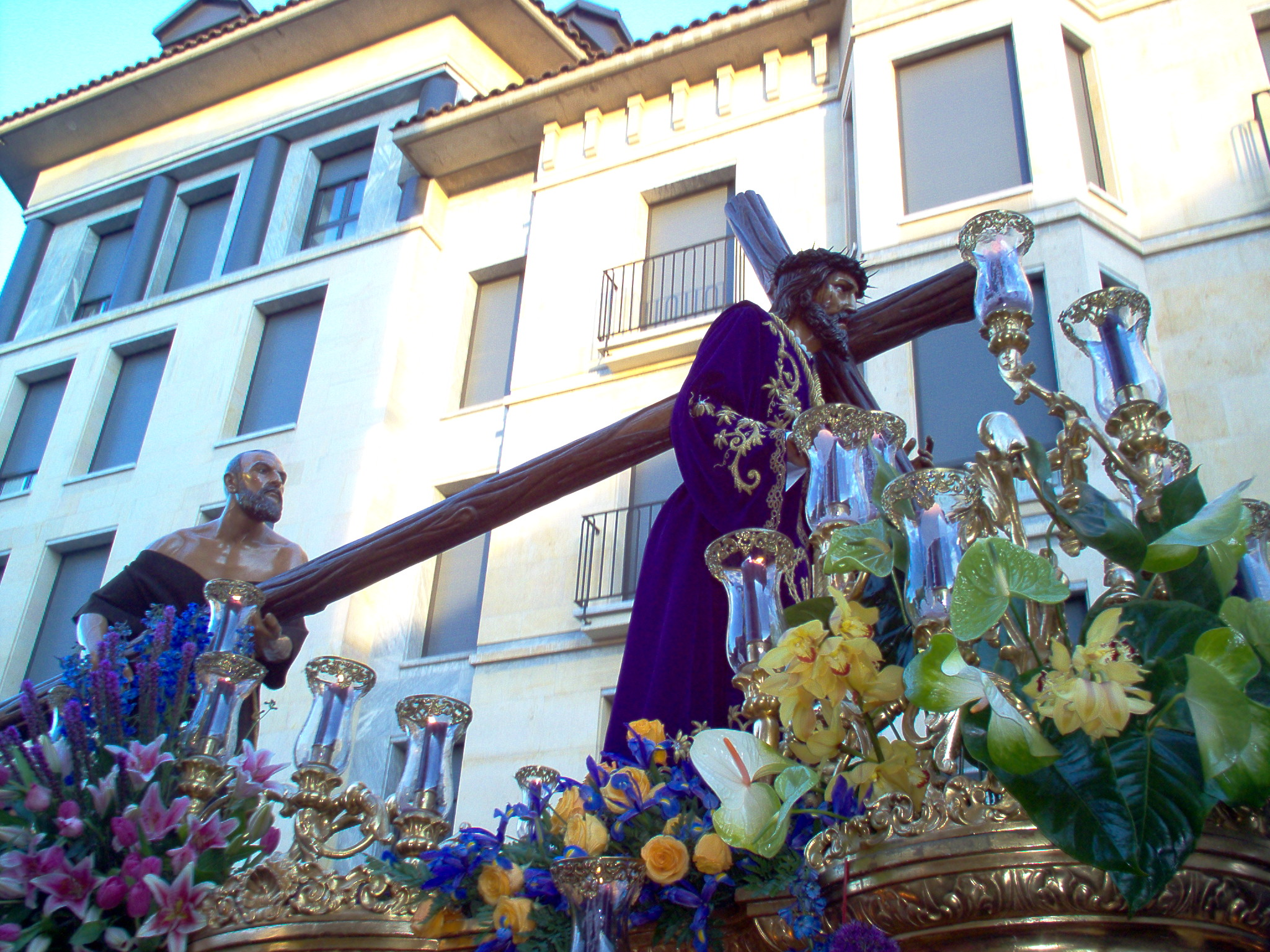
Nuestro Padre Jesús Nazareno durante la procesión de los Pasos

La Procesión de los Pasos, organizada también por la Cofradía del Dulce Nombre de Jesús Nazareno, ha sido distinguida con las declaraciones de Interés Turístico Regional (1985), Nacional (1998) y con una mención especial en la declaración de Interés Turístico Internacional de la Semana Santa de León (2002). Comienza a las 7:30 h. de la mañana del Viernes Santo, para no concluir hasta pasadas las 16:00 h., tras recorrer las calles del casco histórico y el ensanche de la ciudad. En ella, más de 4000 papones acompañan a trece pasos que recrean los momentos centrales de la Pasión. La mayoría de estos son obras del siglo XX debido a que gran parte del patrimonio de la Cofradía, así como el de su hermana la Cofradía de Angustias, se perdió en el siglo XIX a consecuencia del incendio de la que hasta entonces era su sede, el desaparecido Convento de Santo Domingo.
Los pasos que aparecen son, por orden; la Oración en el Huerto, de Víctor de los Ríos (1952), El Prendimiento, de Ángel Estrada (1964), La Flagelación, Gaspar Becerra (siglo XVI), La Coronación, de Higinio Vázquez (1977), el Ecce Homo, de la Escuela Catalana (1905), Nuestro Padre Jesús Nazareno, de la Escuela Castellana (siglo XVII), La Verónica, de Francisco de Pablo (1926), El Expolio, de Francisco Díez de Tudanca, La Exaltación de la Cruz, de José Antonio Navarro Arteaga (2000), La Crucifixión, de José Antonio Navarro Arteaga (2022), el Cristo de la Agonía, de Laureano Villanueva (1973), San Juan, de Víctor de los Ríos (1946) y por último, La Dolorosa, también de Víctor de los Ríos (1949).
El momento central de la procesión tiene lugar en la plaza Mayor, donde se escenifica el encuentro entre San Juan y la Dolorosa en presencia del Nazareno y donde los trece pasos son bailados al son de la música.

## Vocabulario

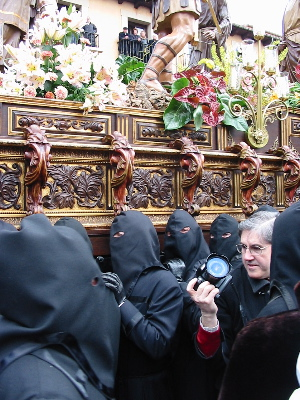
Braceros pujando un paso

Al amparo de la celebración de la Semana Santa se ha desarrollado una jerga de términos y acepciones que, durante unos días, se convierten en coloquiales para la sociedad leonesa. Ha sido recopilada por Javier Fernández Zardón en su obra Palabra de papón. Estos son algunos ejemplos:
- Papón: cofrade. Término de incierto origen, exclusivo de la Semana Santa de la provincia de León.
- Paso: representación en imágenes de la Pasión.
- Trono: parte elevada del Paso en la que van fijadas las figuras.
- Pujar: llevar el Paso a hombros de los propios papones.
- Bracero: papón que puja un Paso.
- Seise: responsable de cada Paso.
- Llevar el paso: todos los braceros al unísono.
- Bailar el paso: mecerlo al son de la música de cornetas y tambores.
- Rasear: deslizar suavemente las suelas de los zapatos sobre el pavimento, produciendo un sonido acompasado, que tienen a gala los braceros.
- Atajadores: se aplica a quienes recortan por calles aledañas al recorrido de la procesión para verla varias veces. Se dice buscar o encontrar la procesión a verla en alguno de sus puntos emblemáticos.
- Hacer calle: esperar la procesión, marcando el recorrido donde no hay aceras.
- Cronista de acera: dícese de quienes ven y saben contar cuanto acontece en los desfiles procesionales a pie de calle.

## Gastronomía

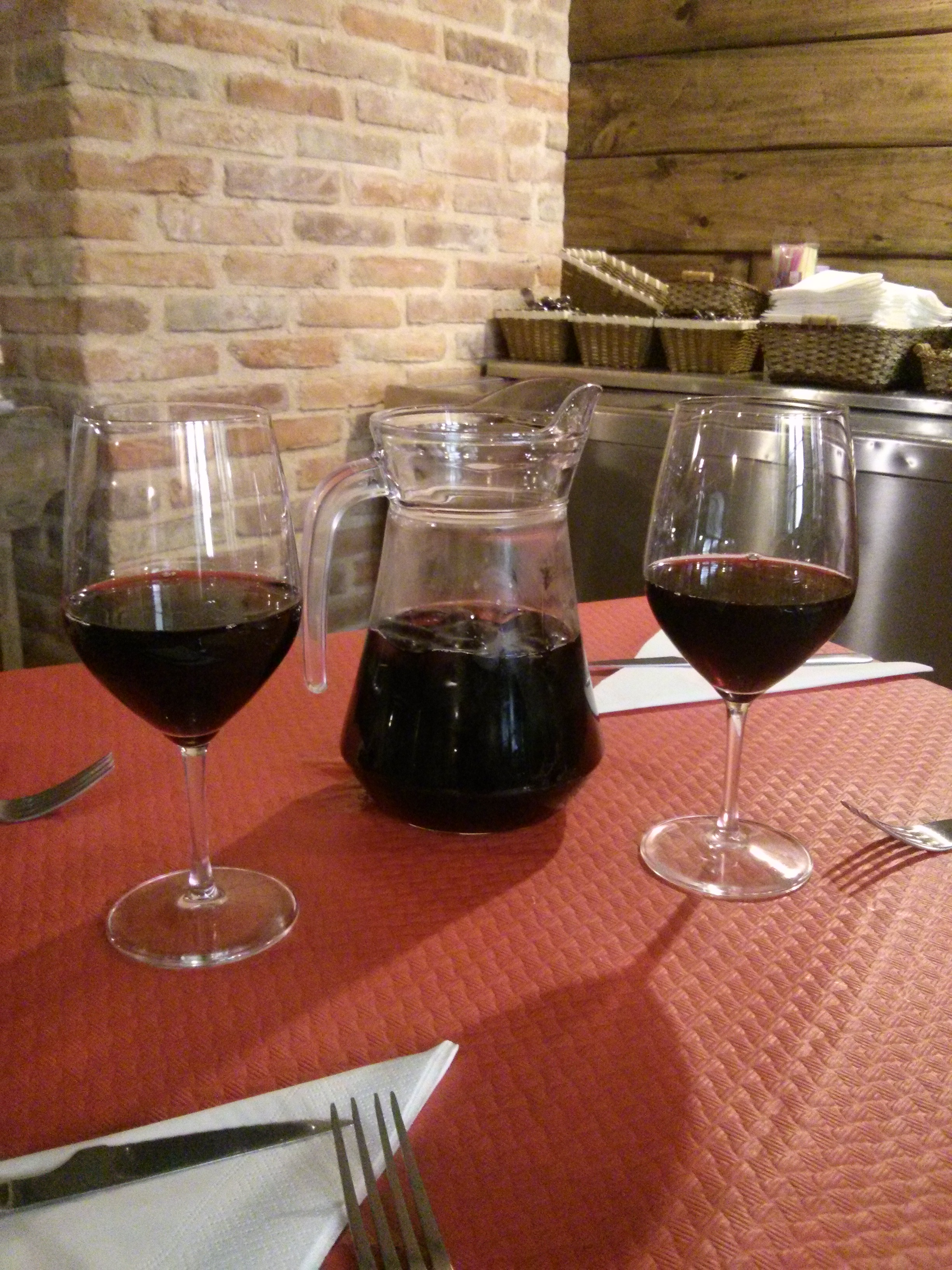
La ingesta de limonada, acto conocido como «matar judíos», es una de las tradiciones más típicas de la Semana Santa leonesa

En el aspecto gastronómico destacan una serie de platos y tradiciones que adquieren protagonismo los días en los que se celebra la Semana Santa. Así, la expresión matar judíos hace referencia a la ingesta de limonada de vino (hecha con vino tinto, zumo de naranja y de limón, azúcar y canela en rama) por los bares de la ciudad, tradición que parece remontarse a la Edad Media y a la relación entre cristianos y judíos.
Entre los platos típicos destacan los heredados de la costumbre de no comer carne los viernes de Cuaresma, como el potaje de vigilia o el bacalao al ajoarriero, así como las sopas de ajo. En lo referido a la repostería destacan las torrijas, de gran tradición en León, donde cada año se celebra el Concurso Nacional de Torrijas.